# Tikrit
Tikrit (arab írással تكريت [Tikrīt]) város Irakban, Bagdadtól 140 km-re északnyugatra, a Tigris folyó mellett fekvő település. Becsült népessége 2002-ben mintegy 260.000. Szaláh ed-Dín kormányzóság központja.

## Története
Tikrit alapítását az arab és a perzsa hagyomány I. Sápúr szászánida királynak (i. sz. 241–272) tulajdonítja. Tikrit lakossága hamar kereszténnyé lett: a 4. század végén püspöke a jakobia egyház feje volt. A 8. században a városba nesztoriánusok is költöztek, később neves püspökségük volt itt. A város keresztény lakosait, templomait, kolostorait arab szerzők is gyakran említették; a 7. századi muszlim hódítást követően a történelmi Irak tartomány legészakibb településének számított. A városon haladt keresztül a Moszulba és a rajta keresztül a bizánci határra vezető fontos útvonal. 
A település gyapjúszöveteiről, valamint szezám- és görögdinnye-termeléséről volt nevezetes, piacain élénk kereskedelmi tevékenység folyt. Tikrit erős várral is rendelkezett. A bevehetetlennek hitt erődítését Timur Lenk csapatai pusztították el a várossal együtt 1394-ben. Ettől kezdve Tikrit elvesztette jelentőségét, csupán kis falucskaként élt tovább. A 19. század óta nincsenek keresztény lakói sem. A város a 20. században újra növekedni kezdett.

## Nevezetességek
- A negyvenek szentélye – Itt körítőfallal övezték kisebb-nagyobb síremlékek együttesét, melyek közül a legjobb állapotban a délnyugati sarokban álló kétkupolás mauzóleum maradt meg.
- Városfal – néhol több mint két méter magasan megmaradt.
- Erőd – a város északi oldalán, mintegy 30 méter magas dombon, a folyóparton épült.

## Híres emberek
- Itt született Szaladin egyiptomi szultán, az Ajjúbida-dinasztia alapítója.
- Itt született Szaddám Huszein iraki elnök–diktátor, kivégzése után itt is temették el.